# Všeproměna
|   | a | b | c | d | e | f | g | h |   |
| 8 | a7 bílý věž · e6 černý král · f6 bílý pěšec · g6 bílý pěšec · d5 černý pěšec · e5 černý pěšec · f5 černý pěšec · d4 bílý střelec · f4 bílý pěšec · b3 bílý král · d3 bílý pěšec · f3 bílý pěšec | a7 bílý věž · e6 černý král · f6 bílý pěšec · g6 bílý pěšec · d5 černý pěšec · e5 černý pěšec · f5 černý pěšec · d4 bílý střelec · f4 bílý pěšec · b3 bílý král · d3 bílý pěšec · f3 bílý pěšec | a7 bílý věž · e6 černý král · f6 bílý pěšec · g6 bílý pěšec · d5 černý pěšec · e5 černý pěšec · f5 černý pěšec · d4 bílý střelec · f4 bílý pěšec · b3 bílý král · d3 bílý pěšec · f3 bílý pěšec | a7 bílý věž · e6 černý král · f6 bílý pěšec · g6 bílý pěšec · d5 černý pěšec · e5 černý pěšec · f5 černý pěšec · d4 bílý střelec · f4 bílý pěšec · b3 bílý král · d3 bílý pěšec · f3 bílý pěšec | a7 bílý věž · e6 černý král · f6 bílý pěšec · g6 bílý pěšec · d5 černý pěšec · e5 černý pěšec · f5 černý pěšec · d4 bílý střelec · f4 bílý pěšec · b3 bílý král · d3 bílý pěšec · f3 bílý pěšec | a7 bílý věž · e6 černý král · f6 bílý pěšec · g6 bílý pěšec · d5 černý pěšec · e5 černý pěšec · f5 černý pěšec · d4 bílý střelec · f4 bílý pěšec · b3 bílý král · d3 bílý pěšec · f3 bílý pěšec | a7 bílý věž · e6 černý král · f6 bílý pěšec · g6 bílý pěšec · d5 černý pěšec · e5 černý pěšec · f5 černý pěšec · d4 bílý střelec · f4 bílý pěšec · b3 bílý král · d3 bílý pěšec · f3 bílý pěšec | a7 bílý věž · e6 černý král · f6 bílý pěšec · g6 bílý pěšec · d5 černý pěšec · e5 černý pěšec · f5 černý pěšec · d4 bílý střelec · f4 bílý pěšec · b3 bílý král · d3 bílý pěšec · f3 bílý pěšec | 8 |
| 7 | a7 bílý věž · e6 černý král · f6 bílý pěšec · g6 bílý pěšec · d5 černý pěšec · e5 černý pěšec · f5 černý pěšec · d4 bílý střelec · f4 bílý pěšec · b3 bílý král · d3 bílý pěšec · f3 bílý pěšec | a7 bílý věž · e6 černý král · f6 bílý pěšec · g6 bílý pěšec · d5 černý pěšec · e5 černý pěšec · f5 černý pěšec · d4 bílý střelec · f4 bílý pěšec · b3 bílý král · d3 bílý pěšec · f3 bílý pěšec | a7 bílý věž · e6 černý král · f6 bílý pěšec · g6 bílý pěšec · d5 černý pěšec · e5 černý pěšec · f5 černý pěšec · d4 bílý střelec · f4 bílý pěšec · b3 bílý král · d3 bílý pěšec · f3 bílý pěšec | a7 bílý věž · e6 černý král · f6 bílý pěšec · g6 bílý pěšec · d5 černý pěšec · e5 černý pěšec · f5 černý pěšec · d4 bílý střelec · f4 bílý pěšec · b3 bílý král · d3 bílý pěšec · f3 bílý pěšec | a7 bílý věž · e6 černý král · f6 bílý pěšec · g6 bílý pěšec · d5 černý pěšec · e5 černý pěšec · f5 černý pěšec · d4 bílý střelec · f4 bílý pěšec · b3 bílý král · d3 bílý pěšec · f3 bílý pěšec | a7 bílý věž · e6 černý král · f6 bílý pěšec · g6 bílý pěšec · d5 černý pěšec · e5 černý pěšec · f5 černý pěšec · d4 bílý střelec · f4 bílý pěšec · b3 bílý král · d3 bílý pěšec · f3 bílý pěšec | a7 bílý věž · e6 černý král · f6 bílý pěšec · g6 bílý pěšec · d5 černý pěšec · e5 černý pěšec · f5 černý pěšec · d4 bílý střelec · f4 bílý pěšec · b3 bílý král · d3 bílý pěšec · f3 bílý pěšec | a7 bílý věž · e6 černý král · f6 bílý pěšec · g6 bílý pěšec · d5 černý pěšec · e5 černý pěšec · f5 černý pěšec · d4 bílý střelec · f4 bílý pěšec · b3 bílý král · d3 bílý pěšec · f3 bílý pěšec | 7 |
| 6 | a7 bílý věž · e6 černý král · f6 bílý pěšec · g6 bílý pěšec · d5 černý pěšec · e5 černý pěšec · f5 černý pěšec · d4 bílý střelec · f4 bílý pěšec · b3 bílý král · d3 bílý pěšec · f3 bílý pěšec | a7 bílý věž · e6 černý král · f6 bílý pěšec · g6 bílý pěšec · d5 černý pěšec · e5 černý pěšec · f5 černý pěšec · d4 bílý střelec · f4 bílý pěšec · b3 bílý král · d3 bílý pěšec · f3 bílý pěšec | a7 bílý věž · e6 černý král · f6 bílý pěšec · g6 bílý pěšec · d5 černý pěšec · e5 černý pěšec · f5 černý pěšec · d4 bílý střelec · f4 bílý pěšec · b3 bílý král · d3 bílý pěšec · f3 bílý pěšec | a7 bílý věž · e6 černý král · f6 bílý pěšec · g6 bílý pěšec · d5 černý pěšec · e5 černý pěšec · f5 černý pěšec · d4 bílý střelec · f4 bílý pěšec · b3 bílý král · d3 bílý pěšec · f3 bílý pěšec | a7 bílý věž · e6 černý král · f6 bílý pěšec · g6 bílý pěšec · d5 černý pěšec · e5 černý pěšec · f5 černý pěšec · d4 bílý střelec · f4 bílý pěšec · b3 bílý král · d3 bílý pěšec · f3 bílý pěšec | a7 bílý věž · e6 černý král · f6 bílý pěšec · g6 bílý pěšec · d5 černý pěšec · e5 černý pěšec · f5 černý pěšec · d4 bílý střelec · f4 bílý pěšec · b3 bílý král · d3 bílý pěšec · f3 bílý pěšec | a7 bílý věž · e6 černý král · f6 bílý pěšec · g6 bílý pěšec · d5 černý pěšec · e5 černý pěšec · f5 černý pěšec · d4 bílý střelec · f4 bílý pěšec · b3 bílý král · d3 bílý pěšec · f3 bílý pěšec | a7 bílý věž · e6 černý král · f6 bílý pěšec · g6 bílý pěšec · d5 černý pěšec · e5 černý pěšec · f5 černý pěšec · d4 bílý střelec · f4 bílý pěšec · b3 bílý král · d3 bílý pěšec · f3 bílý pěšec | 6 |
| 5 | a7 bílý věž · e6 černý král · f6 bílý pěšec · g6 bílý pěšec · d5 černý pěšec · e5 černý pěšec · f5 černý pěšec · d4 bílý střelec · f4 bílý pěšec · b3 bílý král · d3 bílý pěšec · f3 bílý pěšec | a7 bílý věž · e6 černý král · f6 bílý pěšec · g6 bílý pěšec · d5 černý pěšec · e5 černý pěšec · f5 černý pěšec · d4 bílý střelec · f4 bílý pěšec · b3 bílý král · d3 bílý pěšec · f3 bílý pěšec | a7 bílý věž · e6 černý král · f6 bílý pěšec · g6 bílý pěšec · d5 černý pěšec · e5 černý pěšec · f5 černý pěšec · d4 bílý střelec · f4 bílý pěšec · b3 bílý král · d3 bílý pěšec · f3 bílý pěšec | a7 bílý věž · e6 černý král · f6 bílý pěšec · g6 bílý pěšec · d5 černý pěšec · e5 černý pěšec · f5 černý pěšec · d4 bílý střelec · f4 bílý pěšec · b3 bílý král · d3 bílý pěšec · f3 bílý pěšec | a7 bílý věž · e6 černý král · f6 bílý pěšec · g6 bílý pěšec · d5 černý pěšec · e5 černý pěšec · f5 černý pěšec · d4 bílý střelec · f4 bílý pěšec · b3 bílý král · d3 bílý pěšec · f3 bílý pěšec | a7 bílý věž · e6 černý král · f6 bílý pěšec · g6 bílý pěšec · d5 černý pěšec · e5 černý pěšec · f5 černý pěšec · d4 bílý střelec · f4 bílý pěšec · b3 bílý král · d3 bílý pěšec · f3 bílý pěšec | a7 bílý věž · e6 černý král · f6 bílý pěšec · g6 bílý pěšec · d5 černý pěšec · e5 černý pěšec · f5 černý pěšec · d4 bílý střelec · f4 bílý pěšec · b3 bílý král · d3 bílý pěšec · f3 bílý pěšec | a7 bílý věž · e6 černý král · f6 bílý pěšec · g6 bílý pěšec · d5 černý pěšec · e5 černý pěšec · f5 černý pěšec · d4 bílý střelec · f4 bílý pěšec · b3 bílý král · d3 bílý pěšec · f3 bílý pěšec | 5 |
| 4 | a7 bílý věž · e6 černý král · f6 bílý pěšec · g6 bílý pěšec · d5 černý pěšec · e5 černý pěšec · f5 černý pěšec · d4 bílý střelec · f4 bílý pěšec · b3 bílý král · d3 bílý pěšec · f3 bílý pěšec | a7 bílý věž · e6 černý král · f6 bílý pěšec · g6 bílý pěšec · d5 černý pěšec · e5 černý pěšec · f5 černý pěšec · d4 bílý střelec · f4 bílý pěšec · b3 bílý král · d3 bílý pěšec · f3 bílý pěšec | a7 bílý věž · e6 černý král · f6 bílý pěšec · g6 bílý pěšec · d5 černý pěšec · e5 černý pěšec · f5 černý pěšec · d4 bílý střelec · f4 bílý pěšec · b3 bílý král · d3 bílý pěšec · f3 bílý pěšec | a7 bílý věž · e6 černý král · f6 bílý pěšec · g6 bílý pěšec · d5 černý pěšec · e5 černý pěšec · f5 černý pěšec · d4 bílý střelec · f4 bílý pěšec · b3 bílý král · d3 bílý pěšec · f3 bílý pěšec | a7 bílý věž · e6 černý král · f6 bílý pěšec · g6 bílý pěšec · d5 černý pěšec · e5 černý pěšec · f5 černý pěšec · d4 bílý střelec · f4 bílý pěšec · b3 bílý král · d3 bílý pěšec · f3 bílý pěšec | a7 bílý věž · e6 černý král · f6 bílý pěšec · g6 bílý pěšec · d5 černý pěšec · e5 černý pěšec · f5 černý pěšec · d4 bílý střelec · f4 bílý pěšec · b3 bílý král · d3 bílý pěšec · f3 bílý pěšec | a7 bílý věž · e6 černý král · f6 bílý pěšec · g6 bílý pěšec · d5 černý pěšec · e5 černý pěšec · f5 černý pěšec · d4 bílý střelec · f4 bílý pěšec · b3 bílý král · d3 bílý pěšec · f3 bílý pěšec | a7 bílý věž · e6 černý král · f6 bílý pěšec · g6 bílý pěšec · d5 černý pěšec · e5 černý pěšec · f5 černý pěšec · d4 bílý střelec · f4 bílý pěšec · b3 bílý král · d3 bílý pěšec · f3 bílý pěšec | 4 |
| 3 | a7 bílý věž · e6 černý král · f6 bílý pěšec · g6 bílý pěšec · d5 černý pěšec · e5 černý pěšec · f5 černý pěšec · d4 bílý střelec · f4 bílý pěšec · b3 bílý král · d3 bílý pěšec · f3 bílý pěšec | a7 bílý věž · e6 černý král · f6 bílý pěšec · g6 bílý pěšec · d5 černý pěšec · e5 černý pěšec · f5 černý pěšec · d4 bílý střelec · f4 bílý pěšec · b3 bílý král · d3 bílý pěšec · f3 bílý pěšec | a7 bílý věž · e6 černý král · f6 bílý pěšec · g6 bílý pěšec · d5 černý pěšec · e5 černý pěšec · f5 černý pěšec · d4 bílý střelec · f4 bílý pěšec · b3 bílý král · d3 bílý pěšec · f3 bílý pěšec | a7 bílý věž · e6 černý král · f6 bílý pěšec · g6 bílý pěšec · d5 černý pěšec · e5 černý pěšec · f5 černý pěšec · d4 bílý střelec · f4 bílý pěšec · b3 bílý král · d3 bílý pěšec · f3 bílý pěšec | a7 bílý věž · e6 černý král · f6 bílý pěšec · g6 bílý pěšec · d5 černý pěšec · e5 černý pěšec · f5 černý pěšec · d4 bílý střelec · f4 bílý pěšec · b3 bílý král · d3 bílý pěšec · f3 bílý pěšec | a7 bílý věž · e6 černý král · f6 bílý pěšec · g6 bílý pěšec · d5 černý pěšec · e5 černý pěšec · f5 černý pěšec · d4 bílý střelec · f4 bílý pěšec · b3 bílý král · d3 bílý pěšec · f3 bílý pěšec | a7 bílý věž · e6 černý král · f6 bílý pěšec · g6 bílý pěšec · d5 černý pěšec · e5 černý pěšec · f5 černý pěšec · d4 bílý střelec · f4 bílý pěšec · b3 bílý král · d3 bílý pěšec · f3 bílý pěšec | a7 bílý věž · e6 černý král · f6 bílý pěšec · g6 bílý pěšec · d5 černý pěšec · e5 černý pěšec · f5 černý pěšec · d4 bílý střelec · f4 bílý pěšec · b3 bílý král · d3 bílý pěšec · f3 bílý pěšec | 3 |
| 2 | a7 bílý věž · e6 černý král · f6 bílý pěšec · g6 bílý pěšec · d5 černý pěšec · e5 černý pěšec · f5 černý pěšec · d4 bílý střelec · f4 bílý pěšec · b3 bílý král · d3 bílý pěšec · f3 bílý pěšec | a7 bílý věž · e6 černý král · f6 bílý pěšec · g6 bílý pěšec · d5 černý pěšec · e5 černý pěšec · f5 černý pěšec · d4 bílý střelec · f4 bílý pěšec · b3 bílý král · d3 bílý pěšec · f3 bílý pěšec | a7 bílý věž · e6 černý král · f6 bílý pěšec · g6 bílý pěšec · d5 černý pěšec · e5 černý pěšec · f5 černý pěšec · d4 bílý střelec · f4 bílý pěšec · b3 bílý král · d3 bílý pěšec · f3 bílý pěšec | a7 bílý věž · e6 černý král · f6 bílý pěšec · g6 bílý pěšec · d5 černý pěšec · e5 černý pěšec · f5 černý pěšec · d4 bílý střelec · f4 bílý pěšec · b3 bílý král · d3 bílý pěšec · f3 bílý pěšec | a7 bílý věž · e6 černý král · f6 bílý pěšec · g6 bílý pěšec · d5 černý pěšec · e5 černý pěšec · f5 černý pěšec · d4 bílý střelec · f4 bílý pěšec · b3 bílý král · d3 bílý pěšec · f3 bílý pěšec | a7 bílý věž · e6 černý král · f6 bílý pěšec · g6 bílý pěšec · d5 černý pěšec · e5 černý pěšec · f5 černý pěšec · d4 bílý střelec · f4 bílý pěšec · b3 bílý král · d3 bílý pěšec · f3 bílý pěšec | a7 bílý věž · e6 černý král · f6 bílý pěšec · g6 bílý pěšec · d5 černý pěšec · e5 černý pěšec · f5 černý pěšec · d4 bílý střelec · f4 bílý pěšec · b3 bílý král · d3 bílý pěšec · f3 bílý pěšec | a7 bílý věž · e6 černý král · f6 bílý pěšec · g6 bílý pěšec · d5 černý pěšec · e5 černý pěšec · f5 černý pěšec · d4 bílý střelec · f4 bílý pěšec · b3 bílý král · d3 bílý pěšec · f3 bílý pěšec | 2 |
| 1 | a7 bílý věž · e6 černý král · f6 bílý pěšec · g6 bílý pěšec · d5 černý pěšec · e5 černý pěšec · f5 černý pěšec · d4 bílý střelec · f4 bílý pěšec · b3 bílý král · d3 bílý pěšec · f3 bílý pěšec | a7 bílý věž · e6 černý král · f6 bílý pěšec · g6 bílý pěšec · d5 černý pěšec · e5 černý pěšec · f5 černý pěšec · d4 bílý střelec · f4 bílý pěšec · b3 bílý král · d3 bílý pěšec · f3 bílý pěšec | a7 bílý věž · e6 černý král · f6 bílý pěšec · g6 bílý pěšec · d5 černý pěšec · e5 černý pěšec · f5 černý pěšec · d4 bílý střelec · f4 bílý pěšec · b3 bílý král · d3 bílý pěšec · f3 bílý pěšec | a7 bílý věž · e6 černý král · f6 bílý pěšec · g6 bílý pěšec · d5 černý pěšec · e5 černý pěšec · f5 černý pěšec · d4 bílý střelec · f4 bílý pěšec · b3 bílý král · d3 bílý pěšec · f3 bílý pěšec | a7 bílý věž · e6 černý král · f6 bílý pěšec · g6 bílý pěšec · d5 černý pěšec · e5 černý pěšec · f5 černý pěšec · d4 bílý střelec · f4 bílý pěšec · b3 bílý král · d3 bílý pěšec · f3 bílý pěšec | a7 bílý věž · e6 černý král · f6 bílý pěšec · g6 bílý pěšec · d5 černý pěšec · e5 černý pěšec · f5 černý pěšec · d4 bílý střelec · f4 bílý pěšec · b3 bílý král · d3 bílý pěšec · f3 bílý pěšec | a7 bílý věž · e6 černý král · f6 bílý pěšec · g6 bílý pěšec · d5 černý pěšec · e5 černý pěšec · f5 černý pěšec · d4 bílý střelec · f4 bílý pěšec · b3 bílý král · d3 bílý pěšec · f3 bílý pěšec | a7 bílý věž · e6 černý král · f6 bílý pěšec · g6 bílý pěšec · d5 černý pěšec · e5 černý pěšec · f5 černý pěšec · d4 bílý střelec · f4 bílý pěšec · b3 bílý král · d3 bílý pěšec · f3 bílý pěšec | 1 |
|   | a | b | c | d | e | f | g | h |   |

Všeproměna, často též označovaná německým výrazem Allumwandlung či zkratkou AUW, je šachový problém, který v určité fázi svého řešení obsahuje všechny možnosti proměny pěšce (nebo někdy i několika pěšců) v jezdce, střelce, věž a dámu.
Na diagramu vpravo je šachová úloha sestavená Nielsem Hoegem, poprvé publikovaná roku 1905. Bílý táhne a dá mat třetím tahem. Klíčem k řešení je úvodní tah bílého 1. f7. V závislosti na tom, jakou obranu černý zvolí, musí bílý ve druhém tahu proměnit pěšce buď v dámu, věž, střelce nebo jezdce. Možné varianty jsou:
1. … e4 2. f8D. Po jakémkoliv tahu černého následuje 3. De7 mat
1. … Kd6 2. f8D+ Kc6 3. Dc5 mat
1. … exf4 2. f8V Kd6 3. Vf6 mat
1. … exd4 2. f8S Kf6 3. Va6 mat
1. … Kf6 2. f8J exd4 3. Vf7 mat
Významu bílého minoritních proměn nejlépe porozumíme, zvážíme-li, co se stane, jestliže promění pěšce v dámu bez ohledu na zvolené tahy černého. Pokud by po 1. … Kf6 bílý hrál 2. f8D, černý by reagoval 2. … Kxg6 a situace by neskončila matem. Po 1. … exf4 nebo 1. … exd4 by zase tah 2. f8D znamenal pat.
Extrémním případem šachového problému Allumwandlung je Babsonova úloha, v níž je bílý ve snaze dosáhnout matu nucen reagovat na různé proměny černého pěšce identickými proměnami.